# Natalja Matvejeva
Natalja Konstantinovna Matvejeva (ryska: Ната́лья Константи́новна Матве́ева), född 23 maj 1986 i Moskva, är en rysk längdåkare.
Matvejeva slog igenom vid Junior-VM 2005 då hon slutade fyra i sprint. Vid Junior-VM 2006 förbättrade hon sin placering till en andra plats. Även i Världscupen har Matvejevas största meriter kommit i sprint och den första segern kom vid sprinttävlingarna i Düsseldorf 2007. Matvejeva var med vid OS 2006 i Turin och slutade på en 30:e plats i sprint.
I mars 2009 offentliggjordes att hon testats positivt för bloddopningsmedlet EPO under världscuptävlingar i Kanada i januari samma år. Tränaren förnekade att Matvejeva skulle varit dopad och B-provet hade vid tiden för offentliggörandet ännu inte undersökts.